# Стратегічне голосування
Стратегічне голосування (англ. Strategic voting, tactical voting, sophisticated voting) - підхід до голосування при якому виборець підтримує певного кандидата з огляду на його шанси на перемогу, а не на основі власних вподобань. Стратегічний підхід припускає, що виборці намагаються максимізувати свою очікувану корисність, яка заснована на комбінації вподобань та очікувань стосовно можливого результату, і таким чином уникнути марної витрати свого голосу на неперспективного кандидата.

## Загальні відомості
Індивідуальний вибір на виборах залежить від комбінації факторів: варіантів вибору, індивідуальний набір цінностей та інтересів, що спонукають до того чи іншого варіанту, суб'єктивна оцінка можливості виграшу кожного з кандидатів.
Підтримка того чи іншого кандидата залежить від декількох факторів:
- Наскільки сильно виборцю подобається кандидат;
- Перспективність кандидата з точки зору шансів на виграш.

Схильність до підтримки того чи іншого кандидата базується на виграші, який отримає  виборець від обрання певного кандидата (В) та передбаченій перспективності кандидата (V).
Виходячи з того, що виборець робить свій вибір на основі В та V, то припускається стратегічний підхід виборця до голосування. Це означає, що деякі виборці не будуть підтримувати своє перше вподобання, оскільки не хочуть витрачати свій голос на кандидата з малими шансами на перемогу.
Проблема стратегічного голосування розглядається як з точки зору 
мажоритарної системи відносної більшості (обраним вважається той кандидат, який отримав найбільшу кількість голосів виборців), так і абсолютної більшості (якщо жоден з кандидатів не набирає 50% + 1 голос, то організовується другий тур виборів з 2 кандидатами, що набрали найбільшу кількість голосів).
Загальноприйняте припущення щодо стратегічного голосування зазвичай розглядається при системі відносної більшості. Проте, з точки зору теореми Ґібарда-Сатертвейта (Помилка Lua у Модуль:Не_перекладено у рядку 253: attempt to index local 'neededTitle' (a nil value).) жодна виборча система не є стратегічно стійкою і, відповідно, оцінка перспективності кандидатів має значення для будь-якої системи. Оскільки система абсолютної більшості передбачає наявність двох "переможців" у першому турі, то кількість життєздатних кандидатів дорівнює 3.
Професор політології Каліфорнійського університету Ґері Кокс (Gary W. Cox) в своїй книзі "Ціна голосу: Стратегічна координація у виборчих системах світу" зазначає, що стратегічні міркування відіграють слабшу роль у двотурових виборах. Справа в тому, що для стратегічного підходу необхідно більше інформації. В обох типах виборів необхідно визначати життездатність кандидата, проте при двох турах це тягне за собою спробу передбачення можливого результату в першому турі і подальшого результату другого туру при різних парах кандидатів. Відповідно, Кокс робить висновок, що стратегічне голосування в такому випадку більш складне і менш розповсюджене.

## Експериментальна перевірка впливу стратегічних міркувань при різних типах виборів
Експеримент проводиться наступним чином. Виборці розділяються у довільному порядку на 2 групи. Кожна група проводить серію виборів (половина за мажоритарною системою абсолютної більшості, а друга половина за системою відносної більшості). В кожних виборах є 5 кандидатів, що представлені у вигляді окремих точок на ліво-правій осі від 0 до 20: радикальний лівий (А), поміркований лівий (В), центрист (С), поміркований правий (D), радикальний правий (E). Список кандидатів ідентичний для двох виборчих систем.
Для кожного голосування учасникам призначено випадково визначену позицію від 0 до 20. Загальна кількість учасників 21 (тому, що попередні дослідження не демонстрували значиму різницю між малими та великими групами учасників). Учасники проінформовані, що одне з голосувань буде випадковим чином обрано як вирішальне. Також учасники проінформовані про те, що їм буде сплачено 20 доларів мінус відстань між обраним кандидатом та їхньою випадковою позицією. Таким чином, в експерименті (як і в реальному житті) в інтересах виборців щоб обраний кандидат був найближче до їхньої власної позиції. Після голосування кожен учасник повинен вказати на шкалі від 0 до 10 шанси кожного з кандидатів на виграш у виборах (стандартний спосіб оцінки життєздатності кандидатів). 
Було проведено 4 експерименти у містах "Місто 1", "Місто 2" та "Місто 3". Кожен експеримент складався з двох груп, одна група починала з однораундовими виборами, а інша з двораундовими. Серія з 8 виборів (4 для кожної системи виборів) була проведена для кожної групи, що склало загалом 64 виборів.
Запропонована модель передбачає, що виборець оцінює не тільки виграш від обрання того чи іншого кандидата, а й їхню життєздатність. В обох виборчих системах кандидати В, C та D є життєздатними, а кандидати А та Е такими не є. Справді, кандидати А та Е не виграли жодні з 64 виборів в ході експериментів.
Результати дослідження підтверджують прогноз Кокса щодо стратегічних міркувань, які мають місце як в системі відносної більшості, так і системі абсолютної більшості. Також встановлено, що різниця між виборчими системами є малою і тому потреба в інформації не змінюється суттєво від переходу між системами. Таким чином, стратегічні міркування мають важливий вплив на прийняття рішення щодо підтримки певного кандидата в обох з розглянутих систем.
Наявність стратегічних міркувань при оцінюванні кандидатів ставить питання про велику чисельність партій та кандидатів на, відповідно, парламентських та президентських виборах. На даний момент повноцінної відповіді на дане запитання не має, проте, можна зазначити певні припущення щодо даного запитання. Наприклад, виборча система є тільки одним з факторів, що впливають  на кількість кандидатів та партій. Як зазначав Ґері Кокс, партійне дрібнення також залежить від соціологічних факторів, таких як соціальна стратифікація (неоднорідність). При цьому увагу також треба приділяти іншим аспектам виборчого законодавства, наприклад, громадське фінансування, що може сприяти або гальмувати розвиток малих партій.
На підставі вищезазначеного можна зробити певний висновок. Стратегічне голосування має місце у виборчій системі абсолютної більшості. В двох типах виборів виборці не голосують виключно на основі власних вподобань, вони також приймають до уваги шанси кандидатів на перемогу та схильні відмовлятись від тих кандидатів, що демонструють низьку життєздатність.